# Şeffāk
Şeffāk (persiska: صفّاک, Şefāk) är en ort i Iran.   Den ligger i provinsen Khuzestan, i den centrala delen av landet, 500 km sydväst om huvudstaden Teheran. Şeffāk ligger 30 meter över havet och antalet invånare är 712.
Terrängen runt Şeffāk är mycket platt. Runt Şeffāk är det ganska tätbefolkat, med 144 invånare per kvadratkilometer. Närmaste större samhälle är Veys, 18,9 km sydost om Şeffāk. Trakten runt Şeffāk är ofruktbar med lite eller ingen växtlighet.